# Белвуд (Вирџинија)
Белвуд (енгл. Bellwood) насељено је место без административног статуса у америчкој савезној држави Вирџинија.

## Демографија
По попису из 2010. године број становника је 6.352, што је 378 (6,3%) становника више него 2000. године.
| Група             | 2000.         | 2010.         |
| Белци             | 4.001 (67,0%) | 3.199 (50,4%) |
| Афроамериканци    | 1.214 (20,3%) | 1.662 (26,2%) |
| Азијати           | 153 (2,6%)    | 154 (2,4%)    |
| Хиспаноамериканци | 449 (7,5%)    | 1.180 (18,6%) |
| Укупно            | 5.974         | 6.352         |